# Dicranomyia (Dicranomyia) halobia
Dicranomyia (Dicranomyia) halobia is een tweevleugelige uit de familie steltmuggen (Limoniidae). De soort komt voor in het Palearctisch gebied.